# Minae Mizumura
Minae Mizumura (jap. 水村 美苗, Mizumura Minae; * 1951 in Tokio) ist eine japanische Schriftstellerin und Literaturwissenschaftlerin.

## Leben
Minae Mizumura  wurde in Tokio geboren. Im Alter von zwölf Jahren zog sie aufgrund der Arbeit ihres Vaters mit ihrer Familie nach Long Island, New York, wo sie aufwuchs. Sie studierte zunächst Kunst an der School of the Museum of Fine Arts in Boston, darauf folgte ein Studienaufenthalt an der Sorbonne in Paris. Schließlich studierte sie französische Literatur an der Yale University. Während ihrer Zeit an der Yale Graduate School veröffentlichte sie den Essay Renunciation zum Werk des Literaturtheoretikers Paul de Man. Nach ihrem Studienabschluss kehrte Mizumura nach Japan zurück, um sich ihrer Schriftstellerkarriere zu widmen.
Für ihren Roman Honkaku shōsetsu (engl. A True Novel) wurde Mizumura 2003 mit dem Yomiuri-Literaturpreis ausgezeichnet.

## Werke
- 1990 Zoku meian (續明暗, engl. Light and Darkness Continued), Shincho bunko, ISBN 4101338116
- 1995 Shishōsetsu from left to right (私小説 from left to right, engl. An I Novel from left to right), Shinchōsha, ISBN 4480425853
- 1998 Tegami, shiori wo soete (手紙、栞を添えて, engl. Letters with Bookmarks Attached), zuerst erschienen in der Asahi Shimbun
- 2002 Honkaku shōsetsu (本格小説), Shincho bunko, in zwei Bänden, ISBN 4101338132, ISBN 4101338140
  - A True Novel, ins Englische übersetzt von Juliet Winters Carpenter, Other Press, 2013, ISBN 978-1-59051-706-2
- 2008 Nihongo ga horobiru toki eigo no seiki no naka de (日本語が亡びるとき 英語の世紀の中で), Chikuma shobō, ISBN 4480814965
  - The Fall of the Japanese Language in the Age of English, ins Englische übersetzt von Mari Yoshihara und Juliet Winters Carpenter, Columbia University Press, 2015, ISBN 978-0231163026
- 2009 Nihongo de yomu to iu koto (日本語で読むということ), Chikuma shobō, ISBN 9784480815019
- 2009 Nihongo de kaku to iu koto (日本語で書くということ), Chikuma shobō, ISBN 9784480815026
- 2012 Shinbun shōsetsu haha no isan (新聞小説 母の遺産), Chuōkōronshinsha, ISBN 9784120043475